# رود ماموره
رود ماموره رودی است به رود مادیرا می‌ریزد. این رود از کشورهای بولیوی و برزیل می‌گذرد.